# Discografia di Chisu
Questa pagina contiene l'intera discografia di Chisu dagli esordi sino ad ora.

## Album in studio
| Anno | Album             | Posizione | Vendite | Certificazione          |
| ---- | ----------------- | --------- | ------- | ----------------------- |
| 2008 | Alkovi            | 5         | 28 773  | Disco d'oro             |
| 2009 | Vapaa ja yksin    | 1         | 68 977  | Doppio disco di platino |
| 2011 | Kun valaistun     | 1         | 94 970  | Triplo disco di platino |
| 2012 | Kun valaistun 2.0 | 2         | —       | —                       |
| 2015 | Polaris           | 2         | —       | —                       |

## Singoli
| Anno | Singolo               | Posizione | Posizione | Posizione | Vendite | Certificazione   | Album             |
| Anno | Singolo               | SL        | LL        | RL        | Vendite | Certificazione   | Album             |
| ---- | --------------------- | --------- | --------- | --------- | ------- | ---------------- | ----------------- |
| 2007 | Mun koti ei oo täällä | 1         | 1         | —         | 7 733   | Disco d'oro      | Alkovi            |
| 2008 | Muut                  | —         | —         | —         | —       | —                | Alkovi            |
| 2008 | Tämä rakkaus          | —         | —         | —         | —       | —                | Alkovi            |
| 2009 | Baden-Baden           | 3         | 3         | 80        | 10 185  | Disco di platino | Vapaa ja yksin    |
| 2009 | Kerrasta poikki       | 12        | 9         | —         | —       | —                | Vapaa ja yksin    |
| 2009 | Sama nainen           | 5         | 5         | 96        | 7 613   | Disco d'oro      | Vapaa ja yksin    |
| 2010 | Miehistä viis         | —         | —         | —         | —       | —                | Vapaa ja yksin    |
| 2010 | Saaliit               | —         | —         | —         | —       | —                | Vapaa ja yksin    |
| 2011 | Sabotage              | 1         | 1         | 94        | 7 366   | Disco d'oro      | Kun valaistun     |
| 2011 | Kohtalon oma          | 1         | 1         | 42        | 6 987   | Disco d'oro      | Kun valaistun     |
| 2012 | Tie                   | 9         | 8         | 82        | —       | —                | Kun valaistun     |
| 2012 | Kolmas pyörä          | —         | 6         | 48        | —       | —                | Kun valaistun 2.0 |
| 2012 | Frankenstein          | —         | 14        | 59        | —       | —                | Kun valaistun 2.0 |
| 2015 | Ihana                 | —         | 3         | 1         | —       | —                | Polaris           |
| 2015 | Tuu mua vastaan       | —         | 20        | 10        | —       | —                | Polaris           |

## Video musicali
| Anno | Singolo               | Regista       | Video  |
| ---- | --------------------- | ------------- | ------ |
| 2007 | Mun koti ei oo täällä | —             | —      |
| 2008 | Muut                  | Misko Iho     | [ 19 ] |
| 2009 | Baden-Baden           | Misko Iho     | [ 20 ] |
| 2009 | Sama nainen           | Mikko Harma   | —      |
| 2011 | Sabotage              | Misko Iho     | [ 21 ] |
| 2011 | Kohtalon oma          | Misko Iho     | [ 22 ] |
| 2012 | Frankenstein          | Toni Tikkanen | [ 23 ] |
| 2015 | Ihana                 | Mikki Kunttu  | [ 24 ] |
| 2015 | Tuu mua vastaan       | Miro Laiho    | [ 25 ] |